# Ness & Cité
Ness & Cité est un groupe de hip-hop français, originaire du Havre, en Seine-Maritime. Composé de Sals'a et Proof, le duo est à l'origine du collectif La Boussole et du label Din Records. Ness & Cité est le premier groupe de rap originaire du Havre.

## Biographie

### Débuts
Ness & Cité est formé en 1997 au Havre, en Seine-Maritime, par Sals'a & Proof, tous deux originaires du quartier du Mont Gaillard. À l'époque, les rappeurs du Havre se retrouvent sur la première compilation hip-hop  de Normandie, Mise au point, sous le nom de Cio Poss. (Le premier morceau du groupe s'intitule Quoi de neuf ?, composé en 1995 et sorti sur une cassette). Les membres de Cio Poss incluaient entre autres Sals'a, Proof, Razzia, Kenny DOG, Moodee, Global (devenu par la suite Médine)[réf. nécessaire].
Parmi ces artistes, quelques-uns se retrouveront plus tard pour former le groupe Ness & Cité. Dans un premier temps Ness & Cité se compose de Sals'a, Kenny Dog et Proof. Cependant, après la sortie du premier maxi Par tous les moyens, en mai 1998, Kenny Dog poursuivra une carrière solo. Au même moment, Yahya arrive avec ses platines pour donner un nouveau souffle aux concerts. En mars 1999, Razzia rejoint le groupe pour une apparition sur le maxi Mais qu'est-ce tu veux petit ?. Il est également présent sur quelques titres de l'album Ghetto Moudjahidin. En août 2002, DJ Yahya quitte le groupe pour des projets personnels.

### DIN Records
En 2002, Ness & Cité assistent les autres membres de La Boussole dans la réalisation de l'album Rappel, ainsi que pour la promotion. Entretemps, Ness & Cité créent le label Din Records (DIN signifiant « religion » en arabe, qui les fait passer du statut d'association à celui de SARL. L'effectif s'agrandit lors des concerts de Ness & Cité, avec sur scène : Pad et Ibrah du groupe Bouchées Doubles. Ness & Cité et Bouchées Doubles sont issus de La Boussole, le collectif de rappeurs havrais qui regroupe également Koto, Enarce et Médine.
Ness & Cite a sillonné la France. « Les concerts, c'est une priorité » disent-ils[réf. nécessaire]. Ils sont élus découverte nationale au Printemps de Bourges 2000 deux fois invités au Festival XXL, Bobigny (1999 et 2000) et plus d'une cinquantaine de concerts à travers la France en 2000 avec des artistes comme IV My People, Disiz La Peste, La Brigade, Saïan Supa Crew, MBS, 113, MC Solaar, Expression Direkt, Idéal J, Orishas, et K-Rhyme le Roi.
En 2001, la tournée qui a suivi l'album Ghetto Moudjahidin  comporte une vingtaine de dates à travers la France. Début 2003, Ness & Cité partent une semaine à New York pour enregistrer un titre avec le groupe du Queens Infamous Mobb. Le maxi vinyle qui sortira quelques mois plus tard (juin 2003) sera le premier extrait de leur deuxième album baptisé Havre de guerre (sept. 2003).